# Wulfoaldo
Wulfoaldo (... – 680 circa) fu Maggiordomo di palazzo di Austrasia e resse le sorti dei regni di Neustria e di Burgundia, per circa due anni, dal 673 al 675 sotto il regno dei re fannulloni della dinastia dei merovingi Clotario III, Childeberto II, Clodoveo III, Dagoberto II e Teodorico III, dal 660 circa alla sua morte.

## Biografia
Di Wulfoaldo vi sono poche informazioni, le prime si hanno dal Chronicon Moissiacensis e dal continuatore anonimo del cronista Fredegario, infatti, dopo la morte dell'usurpatore che governava l'Austrasia, Childeberto l'Adottato, tra il 661 ed il 662, il Maggiordomo di palazzo di Neustria, Ebroino avrebbe voluto riunire tutti i regni sotto la corona di Clotario III, che già regnava su neustria e Burgundia, ma fu costretto a cedere alle rivendicazioni autonomiste dell'aristocrazia austrasiana, guidata dal maggiordomo di palazzo di Austrasia, Wulfoaldo, ed in Austrasia, fu elevato al trono a Childerico II, fratello minore di Clotario III.
Alla morte di Clotario III, nel 673, senza eredi diretti (anche se alcuni considerano Clodoveo III suo figlio illegittimo), il trono di Neustria e Burgundia sarebbe dovuto toccare al fratello, Childerico II, già re di Austrasia, ma Ebroino, senza consultare i notabili del regno proclamò re di Neustria e Borgogna il terzo fratello, Teodorico III.
L'episodio causò una rivolta dei nobili, che mal sopportavano Ebroino, della quale approfittò Childerico II, che invase la Neustria e se ne proclamò re, depose Teodorico III e dopo, aver tonsurato sia lui che Ebroino li inviò nel monastero di Luxovio, in Burgundia. Fu allora inviata una delegazione a Wulfoaldo per invitarlo a farsi carico di tutti i regni e così Wulfoaldo divenne maggiordomo di tutti i regni dei Franchi.  
Nel 675, però, secondo il Chronicon Moissiacense, la Neustria si sollevò contro Childerico II, che fu ucciso insieme alla moglie Bilichilde, che era incinta. Wulfoaldo, invece, riuscì a rientrare in Austrasia.
Dopo la morte di Childerico II, Ebroino evaso dalla sua prigionia,  candidò il piccolo Clodoveo III alla successione ai regni sia di Neustria che di Austrasia, dove fu accettato di buon grado da Wulfoaldo e dall'aristocrazia austrasiana che lo proclamò re; mentre in Neustria gli fu contrapposto Teodorico III.
Dopo la scomparsa di Clodoveo III, in Neustria, divenne re Teodorico III, con l'appoggio di Ebroino, ma per l'opposizione di Wulfoaldo, non in Austrasia: infatti un'insurrezione dei nobili di Austrasia, con a capo Wulfoaldo, impedì a Teodorico III di Installarsi anche sul trono di Austrasia, sul quale Wulfoaldo con la vedova di Sigeberto III,  Inechilde si adoperarono per portarci Dagoberto II, tornato dal suo esilio accompagnato da san Vilfrido. Nello stesso tempo, Ebroino, cercava di imporre Teodorico III anche in Austrasia. Rientrato in Austrasia, Dagoberto divenne, nel 676, re dei Franchi di Austrasia, e assieme a Wulfoaldo si scontrò spesso col maggiordomo di Neustria, Ebroino, sempre intenzionato a riunire i regni Franchi sotto Teodorico III, che nel 677, attaccarono invano l'Austrasia e per un breve periodo vi fu la guerra civile tra i due regni.

Dopo la morte di Dagoberto II (fu probabilmente lo stesso Ebroino ad organizzare la partita di caccia in cui, nel 679, Dagoberto perse la vita a seguito di un colpo di spada all'inguine da parte di alcuni congiurati), nel 679, l'Austrasia andò a Teodorico III che così riunificò il Regno dei Franchi, ma in pratica rimase indipendente, sotto la guida del maggiordomo Wulfoaldo sino alla sua morte, che avvenne poco dopo quella del suo re. 
Dopo la sua morte il regno di Austrasia fu governato da Martino e Pipino di Herstal, il figlio di Ansegiso.

## Matrimonio e discendenza
Di Wulfoaldo non si conosce né il nome né gli ascendenti di una eventuale moglie e non si hanno notizie di eventuali figli.

### Fonti primarie
- (LA)  Fredegario, FREDEGARII SCHOLASTICI CHRONICUM CUM SUIS CONTINUATORIBUS, SIVE APPENDIX AD SANCTI GREGORII EPISCOPI TURONENSIS HISTORIAM FRANCORUM.
- (LA)  Monumenta Germaniae historica: Domus Carolingicae genealogia.
- (LA)  Monumenta Germaniae historica: Chronicon Moissiacensis.
- (LA)  Rerum Gallicarum et Francicarum Scriptores, tomus tertius.

### Letteratura storiografica
- Christian Pfister, La Gallia sotto i Franchi merovingi. Vicende storiche, in Storia del mondo medievale - Vol. I, Cambridge, Cambridge University Press, 1978,  pp. 688-711.